# Tombe d'Horemheb à Saqqarah
Le tombeau d'Horemheb est situé dans la nécropole de Saqqarah, près de Memphis en Égypte.
Horemheb avait bâti le tombeau avant d'occuper le trône et ne l'a jamais utilisé pour son inhumation. Plus tard, il a édifié le tombeau thébain KV57 pour qu'il y soit inhumé, accompagné de ses deux épouses, Moutnedjemet et Amenye.
La tombe a été découverte par des pilleurs d'art au début du XIXe siècle. Plusieurs musées européens et américains ont acquis des reliefs pillés illégalement, souvent lors de la colonisation ou de la conquête de territoires. La tombe a été redécouverte en 1975 et la fouille s'est déroulée en 1979.

## Description
Le tombeau a été construit en trois phases, à mesure que le statut d'Horemheb s'élevait. Le premier plan de l'ensemble funéraire, comprenant un pylône d'entrée menant à une cour, une cour à colonnades contenant le puits funéraire et trois chapelles ou salles d'offrandes. Des tombeaux ont été trouvées dans les chapelles latérales. L'avant-cour est entourée de murs pour créer deux petites chapelles, une de chaque côté. On accède au temple en passant par deux nouvelles ouvertures percées dans ce pylône. Un nouvel espace clos (une cour entourée de murs) a été construit devant le pylône. Pour réaliser cette extension, un mastaba de la Ve à la VIe dynastie a été démoli et le puits funéraire et la chambre funéraire (située à environ dix-sept mètres de profondeur) ont été intégrés dans la nouvelle cour avant de l'extension. Des sépultures datant de la XIXe dynastie ont été découvertes à une profondeur de neuf mètres. L'avant-cour est fermée par un pylône d'environ sept mètres de haut et entourée de colonnes pour former la première cour ouverte du péristyle. Le parvis d'origine, qui avait été réduit, était couvert d'un toit voûté et contenait des statues, tandis que les chapelles étaient transformées en salles de stockage.
Les scènes militaires et les représentations des activités de Horemheb en tant qu'officier étaient gravées sur les murs de ces cours péristyles. Les scènes sculptées sur les murs mettent en évidence que Horemheb assume les fonctions et responsabilités de Toutânkhamon en son absence ou en son nom. Sur le mur nord, se trouvent des scènes représentant des funérailles, avec des kiosques contenant des pots cassés et des personnes en deuil. La partie la mieux conservée ou la plus intacte est la partie inférieure (la plus basse) en termes de position ou de niveau. Seules certaines parties des chevaux (leurs jambes) et des chariots (les roues) sont visibles, tandis que le reste est caché. Sur le côté nord du mur est, sont représentées des maisons. Le mur en général n'est pas bien entretenu et est en mauvais état.
Une inspection minutieuse montre que les uræus ont été ajoutés aux images après qu'Horemheb est devenu pharaon.